# Bandakeri, Badami
Bandakeri là một làng thuộc tehsil Badami, huyện Bagalkot, bang Karnataka, Ấn Độ.